# Рушор (Хунедоара)
Рушор (рум. Rușor) насеље је у Румунији у округу Хунедоара у општини Пуј. Oпштина се налази на надморској висини од 364 m.

## Становништво
Према подацима из 2002. године у насељу је живело 346 становника, од којих су сви румунске националности.